# Andreiu Oprea
Andreiu Oprea (n. 10 februarie 1948) este un fost senator român în legislatura 1996-2000 ales în județul Hunedoara. Andreiu Oprea a fost validat ca senator la data de 24 martie 1997, în locul senatorului Ioan Rau. Andreiu Oprea a fost membru în grupul parlamentar de prietenie cu Republica Kazahstan. În cadrul activității sale parlamentare, Andreiu Oprea a fost membru în comisia pentru buget, finanțe, activitate bancară și piață de capital (din feb. 1998) și în 
comisia pentru sănătate publică (până în feb. 1998). Andreiu Oprea a inițiat două propuneri legislative din care 1 a fost promulgată lege. 